# 乌杰利纳亚 (莫斯科州)
乌杰利纳亚（羅馬化：Udelʹnaya）是俄罗斯莫斯科州的市级镇，属州辖市拉缅斯科耶市（城市区），地处莫斯科州中东部，在区行政中心拉缅斯科耶西北、州府莫斯科东南方；东、北、西侧分别毗邻市级镇贝科沃、罗德尼基、马拉霍夫卡。镇内有同名火车停靠点。
该地2021年人口有15,430人；2010年人口15,021；2002年人口13,309；1989年人口11,334。